# Адміністрація президента Республіки Білорусь
Адміністрація президента Республіки Білорусь є органом державного управління, що забезпечує діяльність президента Республіки Білорусь у сфері державної кадрової політики, ідеології білоруської держави, права, здійснює підготовку, виконання і контроль над виконанням рішень президента Республіки Білорусь.

## Структура адміністрації
- Голова Адміністрації президента Республіки Білорусь
- Перший заступник голови Адміністрації президента Республіки Білорусь
- Два заступники голови Адміністрації президента Республіки Білорусь
- Помічники президента Республіки Білорусь
- Головне управління кадрової політики
- Головне ідеологічне управління
- Головне державно-правове управління
- Головне організаційне управління
- Головне управління по взаємодії з органами законодавчої та судової влади
- Головне економічне управління
- Головне управління по роботі зі зверненнями громадян та юридичних осіб
- Управління зовнішньої політики
- Управління регіональної політики
- Канцелярія президента Республіки Білорусь
- Прес-служба президента Республіки Білорусь
- Приймальня президента Республіки Білорусь
- Секретаріат глави Адміністрації президента Республіки Білорусь
- Відділ по роботі з громадськими об'єднаннями
- Відділ підготовки виступів
- Відділ з питань громадянства і помилування
- Сектор стратегії розвитку сільського господарства
- Інформаційно-аналітичний центр.

## Будівля Адміністрації
Будівля будувалася для ЦК КПБ в 1939—1941 роках. Під час Другої світової війни в ній розташовувалися органи управління, створеного німецькою окупаційною владою Генерального округу Білорусі
Завершено у 1947 році (арх. А. Воїнов, В. Вараксін). Одна з найбільш значних споруд білоруської радянської архітектури. Знаходиться за адресою: вулиця Карла Маркса, 38
Цілісний 6-поверховий обсяг будинку поставлений на масивний гранітний цоколь. Будівля по всьому периметру облаштована профільованими лопатками і увінчана потужним аттиком. Об'ємно-просторова композиція відповідає планувальній структурі і конструктивній основі будівлі. Зручні робочі приміщення розташовані вздовж світлого коридору. На головній осі знаходиться винесений у прибудову зал засідань. При будівництві вперше в республіці було використано збірні залізобетонні плити перекриттів.
Будівлю поставлено в 40 м від червоної лінії, перед будівлею висаджено зелений газон. В 1976 з південного заходу прибудоване праве крило, вирішення якого повторює архітектуру головного фасаду. На осі будівлі і центрального скверу створено центральну площу міста.